# Biblioteca Carnegie

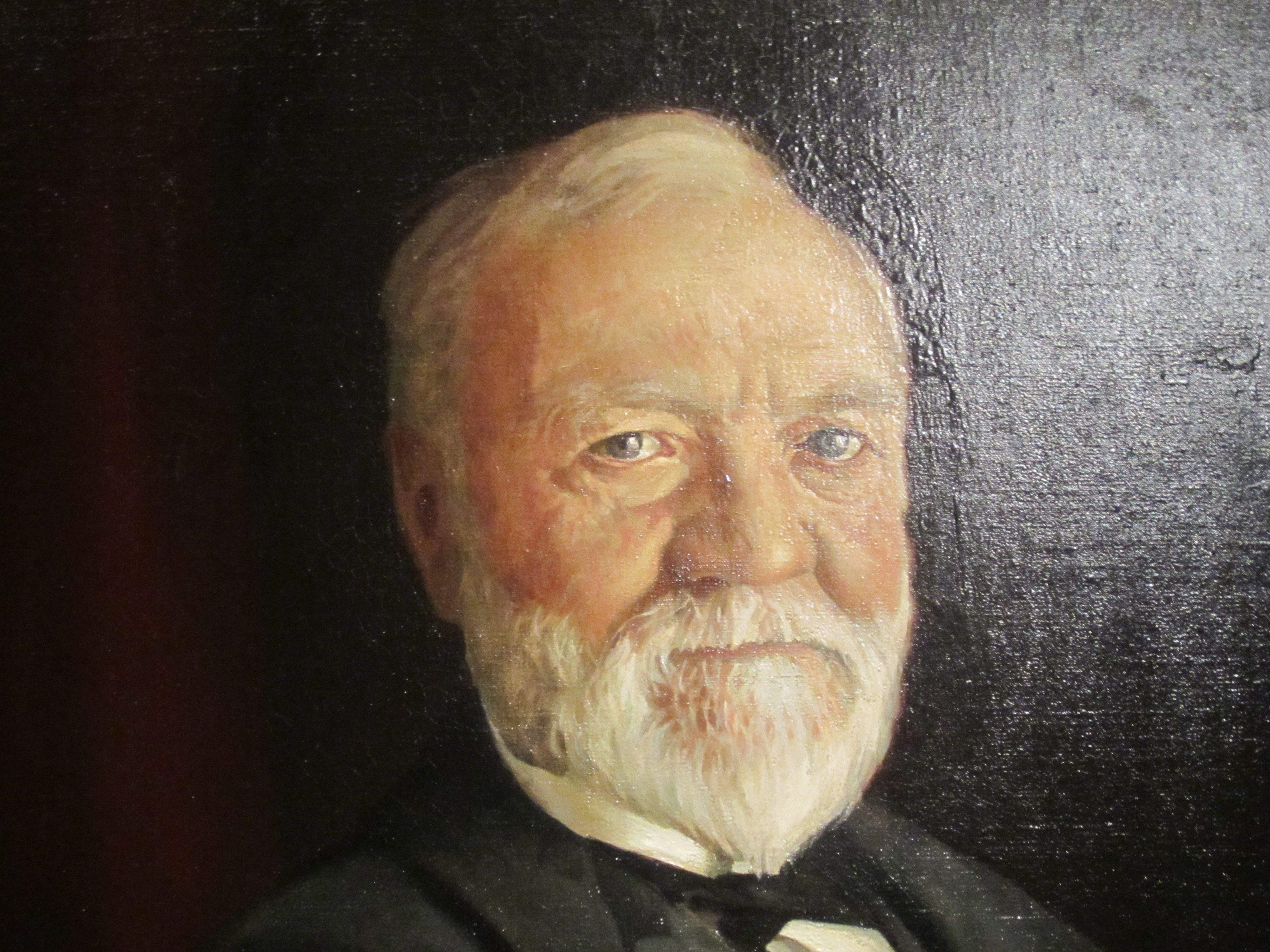
Un ritratto di Carnegie (dettagliato) alla National Portrait Gallery.

Una biblioteca Carnegie è una biblioteca finanziata dall'uomo d'affari e filantropo scozzese Andrew Carnegie.

## Storia
Tra il 1883 e il 1929 furono costruite 2.509 biblioteche finanziate da Carnegie, tra cui alcune appartenenti a sistemi pubblici e universitari. Di queste, 1.689 sono state costruite negli Stati Uniti, 660 nel Regno Unito e in Irlanda, 125 in Canada e altre in Australia, Sudafrica, Nuova Zelanda, Serbia, Belgio, Francia, i Caraibi, Mauritius, Malaysia e Figi.
All'inizio erano quasi esclusivamente in luoghi in cui aveva un legame personale come, ad esempio, la sua città natale in Scozia e la zona di Pittsburgh, Pennsylvania, sua città adottiva, ma. a partire dalla metà del 1899, aumentò sostanzialmente i finanziamenti anche alle biblioteche al di fuori di queste aree. Negli anni successivi alcune città che avevano richiesto una sovvenzione e hanno accettato i suoi termini sono state respinte. All'epoca in cui fu concessa l'ultima sovvenzione nel 1919, negli Stati Uniti c'erano 3.500 biblioteche, quasi la metà delle quali costruite con sovvenzioni per la costruzione pagate da Carnegie.